# Visconde de Cabo Frio
Visconde de Cabo Frio foi um título nobiliárquico do brasileiro criado por D. Pedro II do Brasil, por decreto de 10 de junho de 1858, em favor a Luís da Cunha Moreira.
Titulares
1. Luís da Cunha Moreira – ministro da Marinha do Brasil;
2. Joaquim Tomás do Amaral – diplomata brasileiro.